# Notoligotrichum bellii
Notoligotrichum bellii là một loài Rêu trong họ Polytrichaceae. Loài này được (Broth.) G.L. Sm. mô tả khoa học đầu tiên năm 1971.